# Fördragshamn
En fördragshamn är en hamn som genom fördrag är öppen för utländsk sjöfart och handel i länder vilka i övrigt förbjuder sina undersåtar sådana förbindelser med främlingar. Vanligtvis åsyftas de länder i Fjärran Östern som underkastats de ojämlika fördragen, alltså Qingdynastins Kina, Kejsardömet Japan och Kungadömet Korea. Först de europeiska kolonial- och stormakterna efterföljda av Ryska imperiet, USA och senare även Japan tilltvingade sig genom kanonbåtsdiplomati tillträde till de inre marknaderna i dessa historiskt stängda länder.
Förutom handelsprivilegier gavs i regel till främmande makter rätten att bosätta sig och utöva konsularjurisdiktion över sina undersåtar i de fördragshamnar parterna avtalat om. I de flesta fördragshamnar fanns dessutom stadsdelar som var formella koncessioner där den främmande makten åtnjöt utökade rättigheter såsom rätten att kontrollera ordningsmakten och utöva exklusiv domsrätt över samtliga invånare. En del fördragshamnar såsom Port Arthur var i sin helhet del av större territoriella koncessioner, nominellt arrenderade territorier, som fungerade som de facto kolonier.

## Kinesiska fördragshamnar
Enligt freden i Nanking 1842 (varigenom ön Hongkong avträddes till England) öppnades Xiamen, Fuzhou, Guangzhou, Ningbo och Shanghai för monopolfri handel på basis av överenskomna tulltariffer. Ytterligare ett antal hamnar öppnades genom fördraget i Tianjin 1858. Yantai blev fördragshamn 1863 och Chongqing 1891. Fördragsbestämmelserna, som försvagade Kinas suveränitet, utgjorde under c:a 100 år den huvudsakliga grundvalen för Västerlandets ekonomiska förbindelser med Kina och för utlänningars rättigheter därstädes. Fr.o.m. slutet av 1920-talet började systemet modifieras, men i stora drag ägde det bestånd ännu några år. USA och Storbritannien uppgav 1943 genom nya fördrag exterritorialrättigheterna och andra privilegier i Kina, vilket innebar ett erkännande av Kinas fullständiga suveränitet. Belgien och Nederländerna följde exemplet samma år och Frankrike 1946.
I början av 1900-talet fanns totalt 92 fördragshamnar i Kina vid sidan om flera arrenderade territorier och utländska intressesfärer.